# 719. grenadirski polk (Wehrmacht)
719. grenadirski polk (izvirno nemško 719. Grenadier-Regiment; kratica 719. GR) je bil pehotni polk Heera v času druge svetovne vojne.

## Zgodovina
Polk je bil ustanovljen 15. januarja 1944 in razpuščen 1. aprila istega leta.